# روزهای زندگی (مجموعه تلویزیونی)
روزهای زندگی یک مجموعهٔ تلویزیونی به کارگردانی «سیروس مقدم» است که طی سال‌های ۱۳۷۸–۱۳۷۷ تهیه و در سال ١٣٧٨ از شبکه ۳ پخش گردید.

## خلاصه داستان
این مجموعهٔ تلویزیونی، دربارهٔ یک استاد دانشگاه است که به تازگی دکترای خود را در رشته «جامعه‌شناسی» از دانشگاه فرانکفورت دریافت کرده و به ایران بازمی‌گردد و مشغول تدریس در دانشگاه می‌شود، اما…